# 硫代乙酸钾
硫代乙酸钾是一种有机硫化合物，化学式为CH3COS−K+。它是可溶于水的白色固体，可用于制备硫代乙酸酯及其衍生物。

## 制备及反应
硫代乙酸钾由市售品，可以直接购得。它也可由乙酰氯和硫化氢钾反应得到：
CH3COCl + 2 KSH → KCl + CH3COSK + H2S
它和烷基化试剂（如卤代烃）反应得到硫代乙酸酯，水解得到硫醇：
CH3COSK + RX → CH3COSR + KX (X = 卤素)
CH3COSR + H2O → CH3CO2H + RSH